# Typhlodromus manipurensis
Typhlodromus manipurensis är en spindeldjursart som beskrevs av Gupta 1977. Typhlodromus manipurensis ingår i släktet Typhlodromus och familjen Phytoseiidae. Inga underarter finns listade i Catalogue of Life.